# Tiúba
Melipona compressipes, também chamada de tiúba ou uruçu-cinzenta, é uma espécie de abelha sem ferrão largamente criada no norte dos estados do Pará, Maranhão e Piauí.

## Taxonomia
A Melipona compressipes tem uma subespécie Melipona compressipes fasciculata (Smith, 1854)